# Bad Blumau
Bad Blumau est une commune autrichienne du district de Hartberg-Fürstenfeld en Styrie.

## Géographie

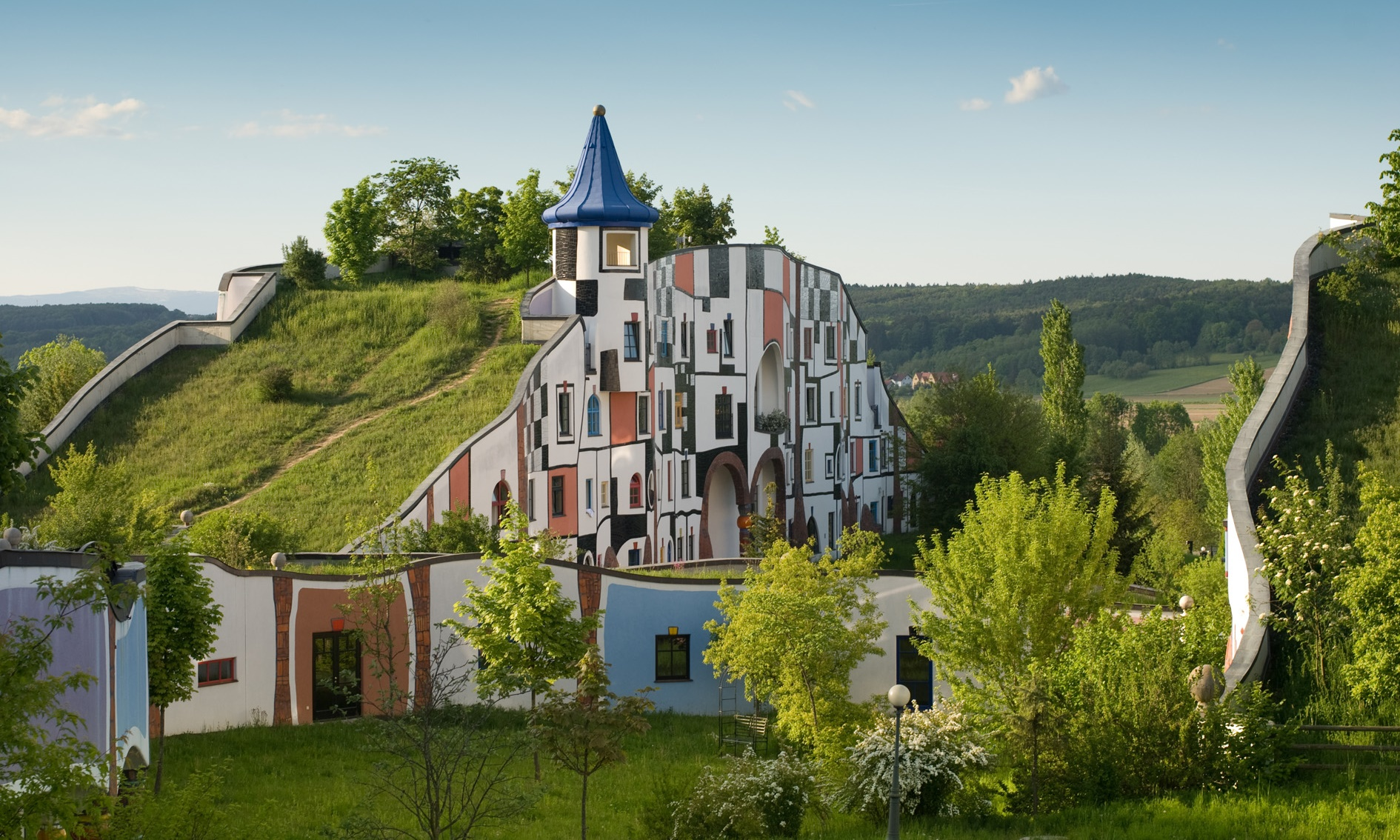
Les thermes de Bad Blumeau par Hundertwasser (1993-1997).

La commune possède de nombreuses sources chaudes et une station thermale dessinée par l'architecte Friedensreich Hundertwasser.

## Histoire
C'est un village thermal construit par Fridrich Stein en 1945[réf. nécessaire].